# Acid Red 1
C.I. Acid Red 1 (Rot 2G) ist ein blauroter Azofarbstoff aus der Gruppe der Säurefarbstoffe.

## Darstellung
Acid Red 1 kann durch Azokupplung von diazotiertem Anilin mit N-acetylierter H-Säure im Basischen synthetisiert werden.:

## Eigenschaften
Der Farbstoff bildet rote Kristalle, deren Absorptionsmaxima bei λ= 506 nm und λ = 532 nm liegen.

## Verwendung und Zulassung
In der EU war Acid Red 1 als Lebensmittelfarbstoff unter der Nummer E 128 zugelassen. Insbesondere in Irland und Großbritannien wurde er zur Färbung von Frühstückswürstchen und Hackfleisch mit Getreideanteil verwendet. Aufgrund der im Tierversuch nachgewiesenen karzinogenen Wirkung von Anilin, das sich im Körper beim Abbau des Farbstoffs unter reduktiven Bedingungen bilden kann, wurde die Sicherheit des Farbstoffs von der EFSA 2007 neu bewertet und die Zulassung als Lebensmittelfarbstoff wurde durch die Europäische Kommission aufgehoben. Die irische Regierung kam dem EU-weiten Verbot bereits zuvor.
In der Schweiz war Acid Red 1 bis März 2008 für Hackfleisch mit einem pflanzlichen Anteil von über 4 % zugelassen.
Der Farbstoff ist für Kosmetika, die nicht für den Kontakt mit Schleimhäuten vorgesehen sind, zugelassen.